# Picenové

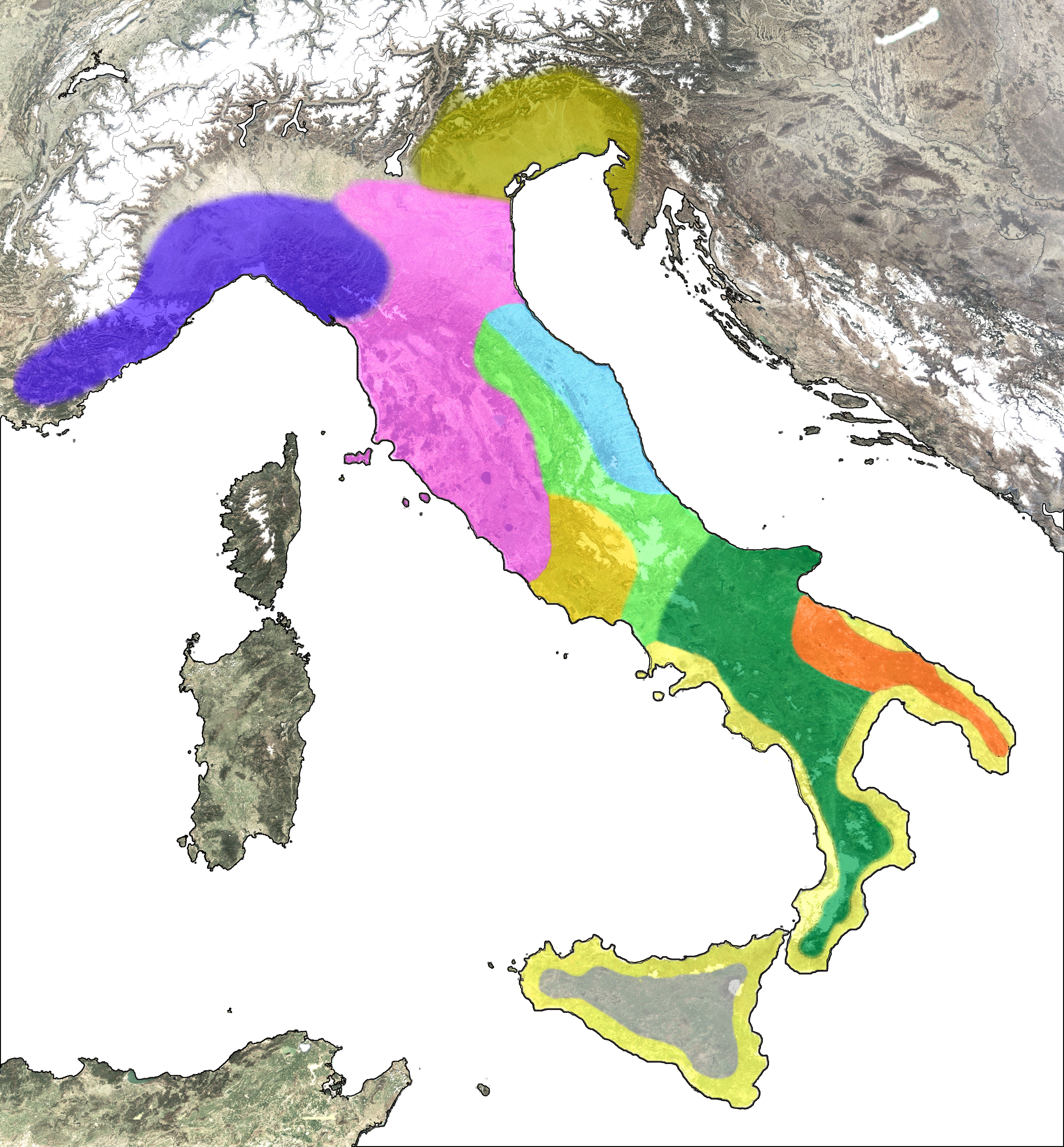
Etnické skupiny ve starověké Itálii (800 př. n. l.)
Venetové
Ligurové
Etruskové
Picenové
Umbrové
Latinové
Oskové
Messapiové
Řekové

Picenové (latinsky: Picentes nebo Picentini) byl kmen žijící v předřímské době na severu Apeninského poloostrova u jadranského pobřeží. Především lingvistické teorie nicméně tvrdí, že nešlo o kmen jednoho etnického původu, předpokládá se totiž, že jižní část Picenů byla italického původu, severní asi spíše neitalického. Jižní Picenové mluvili jazykem blízkým umbrijštině, severní jazykem neznámým - dochovaly se z něj čtyři nápisy, které ale nebyly nikdy rozluštěny a byly připsány hypotetickému jazyku "severní picenština", jehož vztah k ostatním jazykům je ovšem nejasný, a tudíž i otázka etnická zůstává zatemněna. Jisté indicie svědčí, že byl spíše indoevropským, ale i to je předmětem sporů. Obě části populace byli spojeny až za Římské republiky, tehdy již ovšem celá oblast mluvila latinsky, což původní rozdíly setřelo a za Piceny byli označováni obyvatelé jihu i severu. První písemný dokument, který zmiňuje latinský název kmene Picentes, je z roku 268 nebo 267 př. n. l. Patrně však bylo latinské označení odvozeno z názvu kraje, nikoli kmene. Strabón tvrdil, že byli Picenové vlastně kolonizačním výsadkem Sabinů, ale moderní badatelé tuto tezi spíše nepřijímají. Strabón též přiřadil kolonizátorům mýtus, že se při příchodu do kraje nechali vést datlem (latinsky: picus) a odvodil od datla i název kmene (podle něj se většina kmenů takto nechala při kolonizaci vést zvířaty - Sabinové býkem, Hirpinové vlkem apod.). Jisté nicméně je, že datel hrál roli v totemickém náboženství Picenů a spjatost datla s názvem kmene tudíž vyloučit nelze, byť jistě nešlo o název latinský. Podle Livia uzavřeli Římané s Piceny roku 299 př. n. l. jakousi spojeneckou smlouvu. Přátelství se však zřejmě pokazilo, neboť je doloženo, že okolo roku 268 př. n. l. se zapojili do protiřímského odboje Galů a Etrusků a byli poraženi. Od té doby byli Picenové Římanům podřízeni a byli jimi dokonce hromadně přemisťováni, zejména do Kampánie. Postavili zde nové město Picentia (dnešní Pontecagnano Faiano). Podle Strabóna má picentinský původ i město Salerno. Po spojenecké válce z let 91–87 př. n. l., kde se různé italické kmeny vzbouřily proti Římu, kvůli neochotě udělovat Italikům římské občanství, všichni Picenové (kteří mimochodem bojovali na obou stranách konfliktu) římské občanství získali. Což poté vedlo k jejich rychlé romanizaci. Od toho momentu nemá smysl o samostatné existenci kmene dále hovořit.